# (2400) Derevskaya
(2400) Derevskaya (1972 KJ; 1978 QX1) ist ein ungefähr 13 Kilometer großer Asteroid des äußern Hauptgürtels, der am 17. Mai 1972 von der russischen (damals: Sowjetunion) Astronomin Tamara Michailowna Smirnowa am Krim-Observatorium (Zweigstelle Nautschnyj) auf der Halbinsel Krim (IAU-Code 095) entdeckt wurde. Er gehört zur Eos-Familie, einer Gruppe von Asteroiden, die nach (221) Eos benannt ist.

## Benennung
(2400) Derevskaya wurde nach Alexandra Awramowna Derewskaja (1902–1959) benannt, die 48 Waisenkinder verschiedener Nationalitäten großzog und die Auszeichnung „Mutterheldin“ erhielt.